# Wiktor Tołkin
Wiktor Tołkin   (Tołkacze, 21 de febrer de 1922 - Gdańsk, 7 de maig de 2013) va ser un escultor i arquitecte polonès. És un dels principals artistes polonesos en escultura monumental, creador de monuments als màrtirs als antics camps de concentració alemanys de  Stutthof i Majdanek. Les seves obres són grans composicions amb formes expressives, tot incorporant l'arquitectura.
Va rebre una medalla al disseny i a la decoració.

## Obres principals
- Monument Matrimoni polonès del mar a Kolobrzeg, construït el 30 de novembre del 1963.
- Monument Lluita i martiri a l'antic camp de concentració nazi de Stutthof, construït el 12 de maig del 1968.
- Monument Lluita i martiri i el panteó-mausoleu de l'antic camp de concentració de Majdanek, construït el 1969.
- Lluita i Martiri a Pawiak, Varsòvia.
- Monument a l'acció de les armes a Plock, (1978)[2]

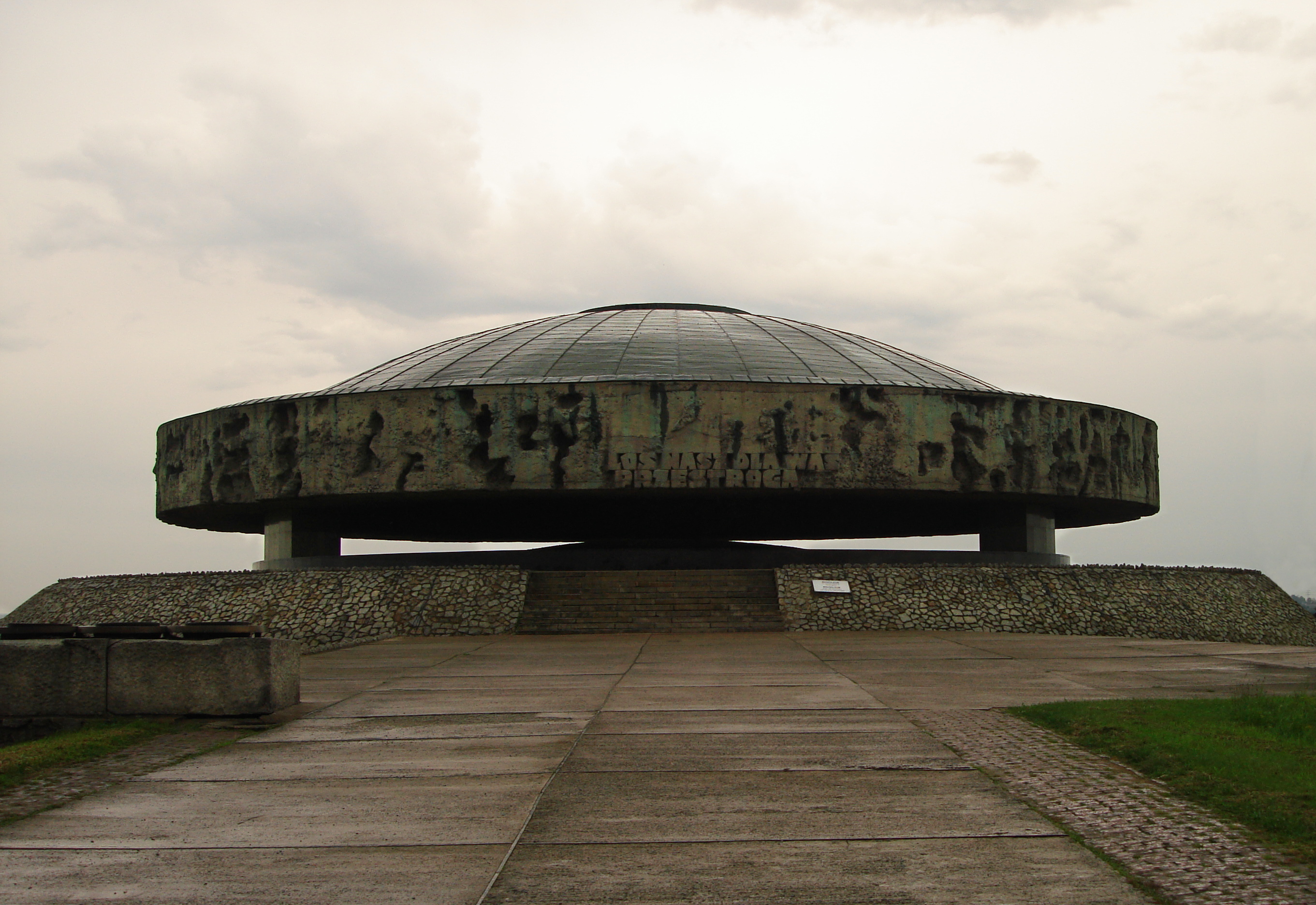
Mausoleu de Majdanek amb la inscripció en polonès Que el nostre destí us serveixi com advertència
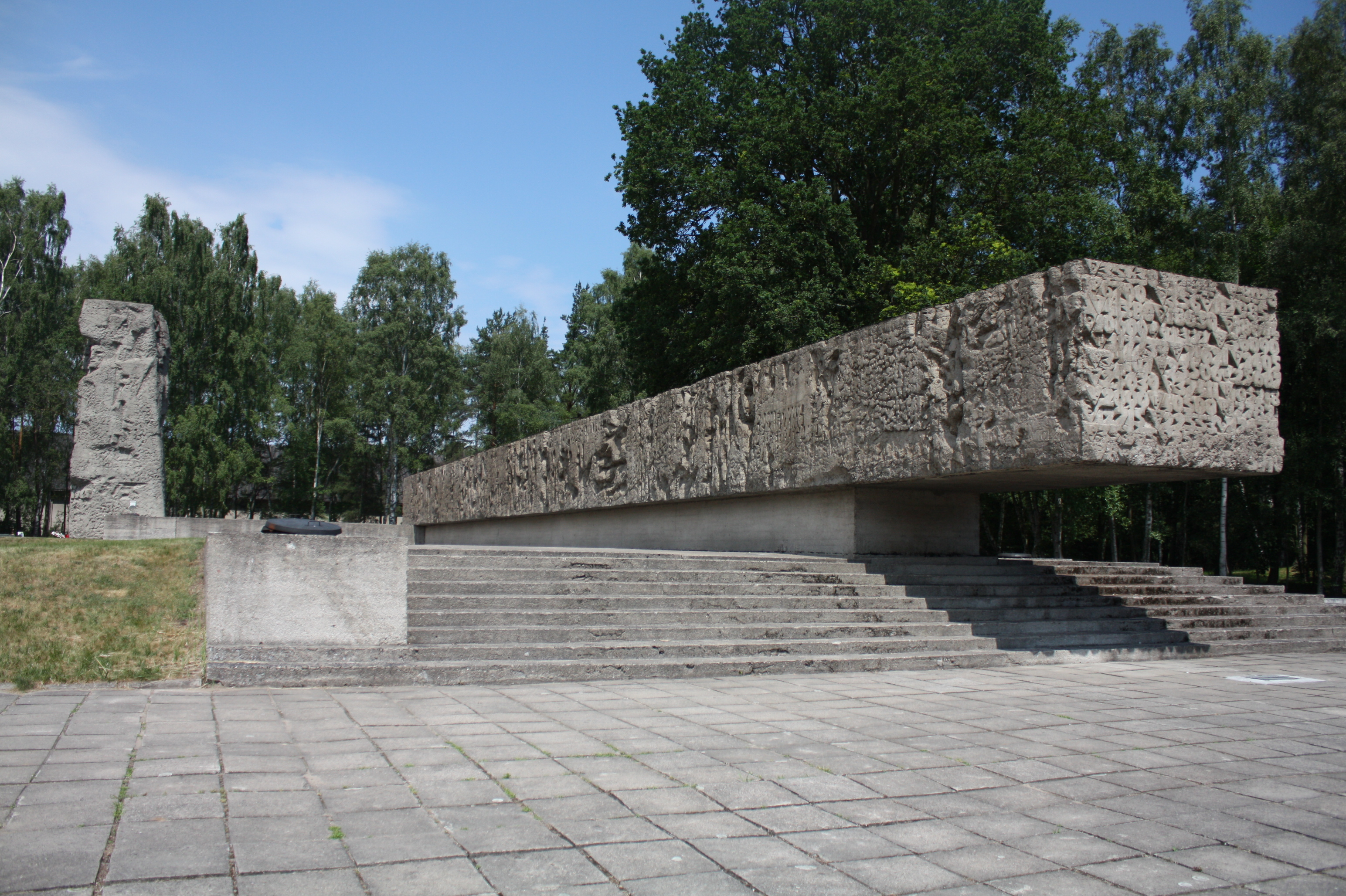
Monument "Lluita i martiri", Sztutowo (Polònia).
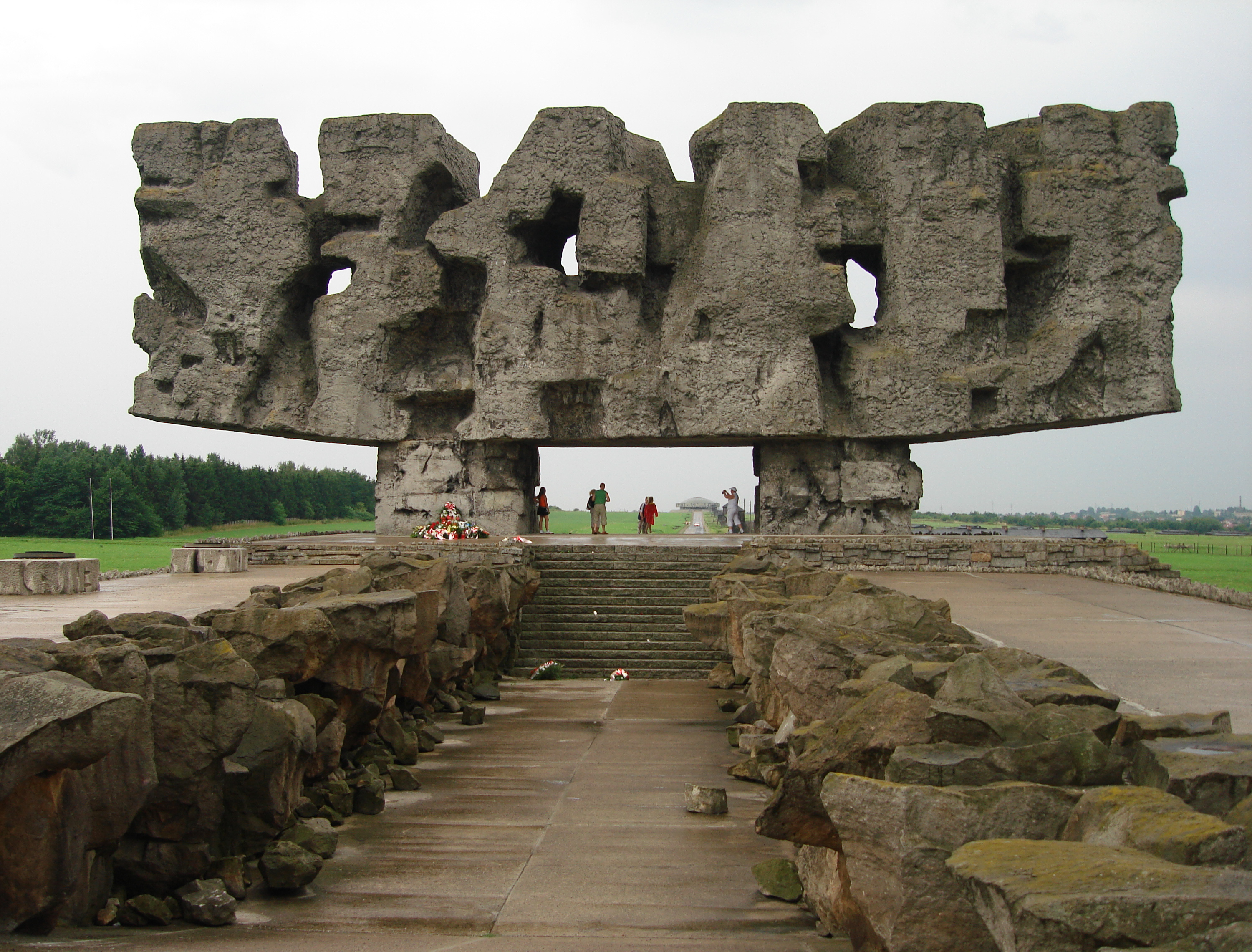
Monument "Lluita i martiri", Majdanek (Polònia).
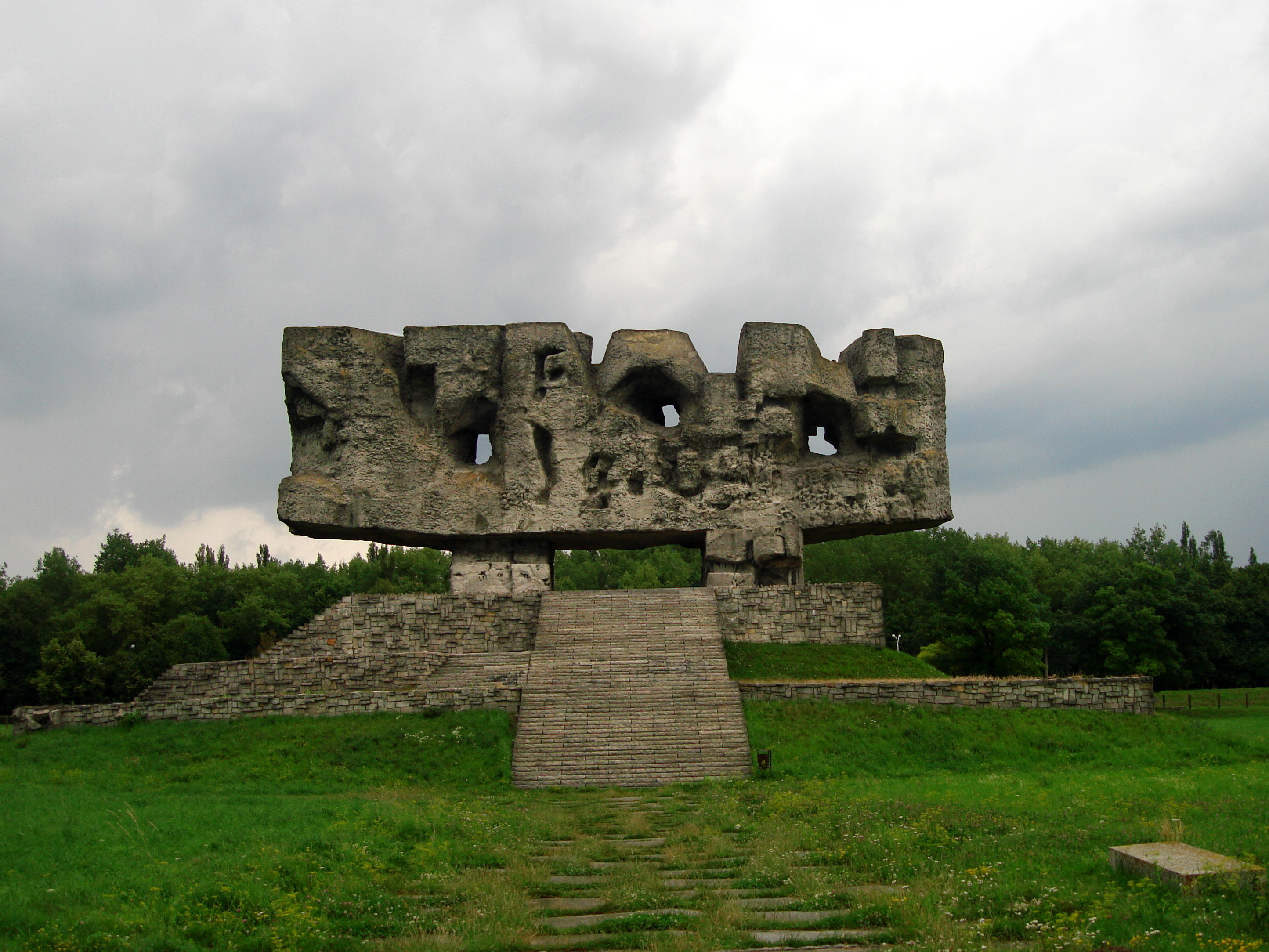
Vista lateral del Monument "Lluita i martiri" de Majdanek.